# Turcey
Turcey település Franciaországban, Côte-d’Or megyében. Lakosainak száma 181 fő (2022. január 1.). Turcey Verrey-sous-Salmaise, Blaisy-Bas, Bligny-le-Sec, Champrenault, Charencey, Saint-Hélier, Saint-Martin-du-Mont, Trouhaut és Villotte-Saint-Seine községekkel határos.

## Népesség
A település népessége az elmúlt években az alábbi módon változott:
| Lakosok száma | 203  | 155  | 171  | 174  | 186  | 192  | 183  | 177  | 175  | 181  |
|               | 1968 | 1982 | 1999 | 2006 | 2012 | 2015 | 2017 | 2018 | 2020 | 2022 |